# شركة التبغ الإيرانية
```
تأسست 
شركة التبغ الإيرانية
 ( 
ITC
 ) في 
إيران
 عام 1928 لتحقيق التحسين والتقدم في صناعة التبغ العالمية.
```

في الوقت الحاضر ، الرئيس التنفيذي لهذه الشركة هو محمد شيخان
تشمل العلامات التجارية لمركز التجارة الدولية بهمن ، تير ، فارفاردين ، 57 ، هوما ، زار ، كيش ، كاسبيان ، مارليك ، سبيشال أوشنو ، 98 و 68.
تومباك الأصلي الإيراني هو علامة تجارية معروفة ويتم تصديره إلى دول في الخليج العربي ولبنان وسوريا والعراق .
التبغ المزروع في إيران يختلف من الأنواع الشرقية مثل بسمة وتيكلاك و الأنواع شبه الشرقية مثل ترابوزان والغربية مثل فرجينيا و بيرلي . يتم تصديرها إلى العديد من البلدان في أوروبا والشرق الأدنى .

## روابط خارجية
- موقع شركة التبغ الإيرانية نسخة محفوظة 11 مايو 2019 على موقع واي باك مشين. (بالإنجليزية)
- تهريب السجائر في إيران
- سوق التبغ الإيراني